# Kikerics
A kikerics (Colchicum) a liliomvirágúak (Liliales) rendjében a kikericsfélék (Colchicaceae) családjának névadó nemzetsége. Tudományos neve a Fekete-tenger keleti-délkeleti partjainál kialakult Kolkhisz ókori királyság nevéből származik. A monda szerint Médeia kolkhiszi királylány (és legendás boszorkány) kikericset használt varázsszereinek előállításához. Méregtartalma miatt a népnyelvben a kikirics, kükörics, kükirc vagy kükerc név mellett gyakran kutyadöglesztőnek is nevezték.

## Származása, elterjedése

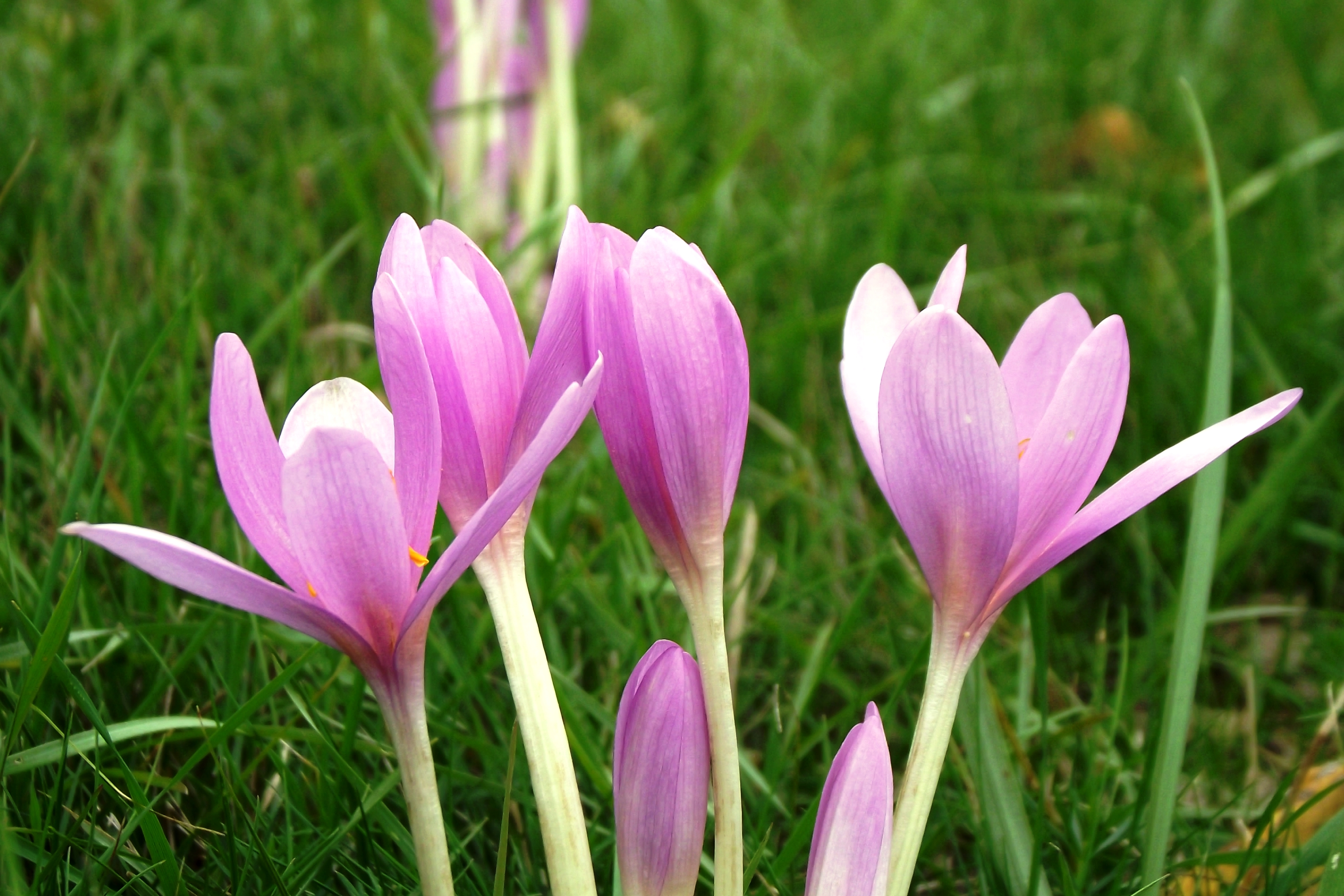
Nyíló kikericsek a mórichidai Papréten

A nemzetség legtöbb faja a Mediterráneum keleti részén él; Európától Iránig és Turkesztánig. Magyarországon honos fajai:
- őszi kikerics (Colchicum autumnale),
- homoki kikerics (Colchicum arenarium),*
- magyar kikerics (Colchicum hungaricum)* (szubendemikus)
- egyhajúvirág (Bulbocodium vernum, Colchicum vernum)*

(* Magyarországon fokozottan védett.)

## Megjelenése, felépítése
A növény hagymagumója télálló, meglehetősen nagy; belőle akár 6-8 termetes virágot is kihajthat.
Virágai rózsaszínek, lilák vagy fehérek – az egyetlen, sárga virágú faj a sárga kikerics (Colchicum luteum). Virágai nagyon hasonlítanak a krókuszéhoz. A legkönnyebben úgy különböztethetjük meg őket, hogy a krókusznak 3 porzószála van, a kikericsnek pedig 6.

## Életmódja
Évelő. A nemzetség legtöbb tagja a leveleit tavasszal, virágját pedig ősszel hozza. Néhány faj (így például a magyar kikerics és a sárga kikerics) tavasszal virágzik. A tavasszal virágzó kikericsek virágai levelek között nyílnak; az ősszel virágzók levelei tavasszal bukkannak elő. A tavasszal virágzók fajok virágai kisebbek.
Termése tok. A magvak kora nyáron érnek be. A hangyák terjesztik őket, mivel a szemeket borító kéreg sok keményítőt tartalmaz, ezért kedvelt eleségük.
Fiókhagymákkal kiválóan szaporítható.

## Felhasználása
A növény egyes részeit (főleg hagymáját) régebben az orvostudomány használta fel, mert egy kolchicinnek nevezett, igen mérgező tropolon-alkaloidot tartalmaznak. Ez a vegyület légzés- és szívbénulást okozhat, de egyben sikeresen gátolja a daganatos sejtek osztódását, valamint az akut köszvényes roham kezelésében fontos gyógyszer. Ma főleg a genetikusok használják egyes növényfajok keresztezésénél, hogy megváltoztassák a növekedést és a kromoszóma-képleteket, robusztus, poliploid fajtákat állítsanak elő.
A legelő állatok elkerülik.